# Jaamihjärvi
Jaamihjärvi är en sjö i kommunen Enontekis i landskapet Lappland i Finland. Sjön ligger 479 meter över havet. Arean är 38 hektar och strandlinjen är 2,96 kilometer lång. Sjön  ingår i Torne älvs huvudavrinningsområde.   Den ligger omkring 270 kilometer nordväst om Rovaniemi och omkring 950 kilometer norr om Helsingfors. 